# Eddie, der Postillion der Liebe
Eddie, der Postillion der Liebe (Originaltitel: Special Delivery) ist eine US-amerikanische Stummfilmkomödie aus dem Jahr 1927 von Roscoe Arbuckle mit Eddie Cantor und Jobyna Ralston in den Hauptrollen.

## Handlung
Eddie, ein gewissenhafter, wenn auch tollpatschiger Postbote, ist in die Kellnerin Madge Warren verliebt, die von Officer Flannigan und dem Feuerwehrmann Harrigan umworben wird. Die beharrlichen Bemühungen des Promoters Harold Jones, Madge als seine Sekretärin zu gewinnen, vereinen die drei Rivalen gegen Jones. Sie werfen eine Münze, um zu bestimmen, wer Madge zum Postball begleiten wird, und Eddie gewinnt.
Währenddessen konzentrieren sich die zwei Detektive Nip und Tuck, die Tests absolvieren, um sich als Postinspektoren zu qualifizieren, auf Eddie. Madge nimmt Jones’ Angebot an, als der Cafébesitzer versucht, ihr seine Aufmerksamkeit aufzudrängen. Auf dem Ball überlässt Eddie, der nicht tanzt, Madge seinen Rivalen, aber während eines Tanzwettbewerbs fällt ein Stück Eis in seinen Kragen. Seine wilden Drehungen bringen ihm den Sieg ein.
Eddie ist desillusioniert, als er erfährt, dass Madge mit Jones verlobt ist. Als er jedoch ein Paket bei Jones abliefert, entdeckt er, dass dieser ein Betrüger ist. Mit Hilfe der Detektive eilt er  zu Madge, um sie zu retten.

## Hintergrund
Gedreht wurde der Film ab dem 3. Januar 1927 in den Paramount-Studios in Hollywood.
Henry Hathaway und Larry Semon arbeiteten als Regieassistenten.

## Veröffentlichung
Die Premiere des Films fand am 23. April 1927 in New York statt. In Österreich kam er am 24. August 1928 in die Kinos.

## Kritiken
Mordaunt Hall von der The New York Times beschrieb den Film als eine streitsüchtige, windige Angelegenheit, die mit alten und neuen Gags ausgestattet sei. Es gelinge ihm, für reichlich Heiterkeit zu sorgen, aber man könne Eddie Cantor oder seinem Regisseur niemals vorwerfen, bei der Inszenierung dieses Unterfangens ein hohes Maß an Subtilität an den Tag gelegt zu haben. Tatsächlich gebe es Momente, in denen es scheint, als hätte Eddie Cantor besser daran getan, in einer milderen Form der Unterhaltung aufzutreten, in der er mehr Gelegenheit gehabt hätte, sein Können als Schauspieler unter Beweis zu stellen.